# Język koita
Język koita, także koitabu – język papuaski używany w Prowincji Centralnej w Papui-Nowej Gwinei. Według danych z 2000 roku posługuje się nim 2700 osób.
Jego użytkownicy zamieszkują Hiri Rural LLG i Kairuku Rural LLG (dystrykt Kairuku-Hiri) oraz rejon Port Moresby (National Capital District).
Potencjalnie zagrożony wymarciem. W użyciu są również języki tok pisin, hiri motu i angielski. Tok pisin i angielski stają się preferowanymi środkami komunikacji. W niektórych wsiach ma charakter mniejszościowy (dominująca grupa etniczna to Motu).
Został opisany w postaci skrótowego opracowania z 1975 r. 